# Grums köping
Denna artikel handlar om den tidigare kommunen Grums köping. För orten se Grums, för dagens kommun, se Grums kommun.
Grums köping var en tidigare kommun i Värmlands län.

## Administrativ historik
Grums köping bildades den 1 januari 1948 (enligt beslut den 7 november 1947) genom en ombildning av Grums landskommun, där municipalsamhället Grums inrättats enligt beslut den 26 maj 1939. Enligt beslut den 21 januari 1949 gällde samtliga av stadsstadgorna i köpingen.
1 januari 1969 inkorporerades Eds landskommun och 1 januari 1971 ombildades köpingen till Grums kommun.

### Kyrklig tillhörighet
I kyrkligt hänseende tillhörde köpingen Grums församling. 1 januari 1969 tillkom församlingarna Borgvik och Ed.

## Kommunvapen
Blasonering: I blått fält en kyrka av silver med korsprydd takryttare på mitten och kors över vardera gaveln samt med svarta fönster; däröver en ginstam av silver belagd med tre blåa cirkelsågklingor.
Grums kommunvapen fastställdes för Grums köping 1952 och registrerades oförändrat för kommunen 1974. Kyrkan är en äldre kyrka i Grums och sågklingorna är symbol för träförädlingsindustrin.

## Geografi
Grums köping omfattade den 1 januari 1952 en areal av 174,65 km², varav 156,20 km² land.

### Tätorter i köpingen 1960
I Grums köping fanns del av tätorten Grumsa, som hade 4 395 invånare i köpingen den 1 november 1960. Tätortsgraden i köpingen var då 72,8 procent.

## Politik

### Mandatfördelning i valen 1950-1968
| 2 | 21 | 6 | 4 | 2 |

| 33 |

| 2 | 21 | 5 | 5 | 2 |

| 30 | 5 |

| 2 | 21 | 5 | 4 | 3 |

| 29 | 6 |

| 2 | 23 | 5 | 3 | 2 |

| 27 | 8 |

| 3 | 21 | 5 | 3 | 3 |

| 30 | 5 |

|  | 27 | 7 | 3 | 2 |

| 35 |